# 城巴NR60線
已停辦的新界居民巴士路線NR60（運輸署官方編號，城巴稱為60R），由城巴營辦，循環來往沙田第一城及大窩口地鐵站，途經城門隧道，星期一至六提供服務。
此路線於2007年10月2日起停辦，最後服務日期為9月29日。

## 歷史
- 1990年12月1日：60R線投入服務，提供每日上下午繁忙時間服務，單程收費$5.0，月票$210.0。[1]
- 2006年3月20日：取消下午時段班次。
- 2007年10月2日：取消服務（最後服務日期為9月29日）。[2]

## 服務時間及班次
| 由沙田第一城開出 | 由沙田第一城開出 |
| 開車時間（小時） | 開車時間（分鐘） |
| 星期一至五       | 星期一至五       |
| ---------------- | ---------------- |
| 07               | 00、20、40       |
| 08               | 00、15、30、50   |
| 09               | 10、30           |
| 星期六           |                  |
| 07-08            | 00、20、40       |
| 09               | 00、30           |

巴士約於20分鐘後從大窩口地鐵站回程。
星期日及公眾假期不設服務。

## 收費
全程收費：$9.5
| - 本線大小同價，不設任何小童或長者半價優惠。 - 乘客只可繳付現金，不設八達通及二維碼繳費，於上車時付款，不設找續。 - 每位成人乘客可免費攜帶最多兩名4歲以下而不佔座位的兒童乘客乘車，超額之4歲以下小童必須繳付車費乘車。 - 新大嶼山巴士職員證或家屬證 不適用於本路線。 - 12歲以下小童及60歲或以上長者半價優惠；半價後不足一角之餘數亦作一角計算。 - 60至64歲長者需以現金或個人八達通卡繳付車資，方可享有平日長者半價優惠；假日$2.0優惠票價則需持有個人八達通方可享有優惠。 - 乘客登車時需以現金或八達通卡繳付車資，不設找贖。 - 持有第一城學童乘車証者可獲半價優惠。 |

## 行車路線
途經：銀城街、小瀝源路、大涌橋路、火炭路、大埔公路－沙田段、大埔公路－大圍段、城門隧道公路、城門隧道、象鼻山路、德士古道北、國瑞路、昌榮路、和宜合道、和宜合交匯處、城門隧道、城門隧道公路、大埔公路 – 大圍段、大埔公路 – 沙田段、火炭路、大涌橋路、小瀝源路及銀城街
| 城巴60R線（沙田第一城↺[大窩口地鐵站]]） | 城巴60R線（沙田第一城↺[大窩口地鐵站]]） | 城巴60R線（沙田第一城↺[大窩口地鐵站]]） | 城巴60R線（沙田第一城↺[大窩口地鐵站]]） | 城巴60R線（沙田第一城↺[大窩口地鐵站]]） |
| 序號                                    | 地區                                    | 街道                                    | 車站名稱                                | 備註                                    |
| --------------------------------------- | --------------------------------------- | --------------------------------------- | --------------------------------------- | --------------------------------------- |
| 1                                       | 圓洲角                                  |                                         | 沙田第一城                              |                                         |
| Routemapbreak                           |                                         |                                         |                                         |                                         |
| 2                                       | 大窩口                                  | 國瑞路                                  | 大窩口地鐵站 Template:MTR               | 循環線折返點                            |
| 3                                       | 大窩口                                  | 國瑞路                                  | 昌榮路                                  |                                         |
| Routemapbreak                           |                                         |                                         |                                         |                                         |
| 4                                       | 圓洲角                                  | 銀城街                                  | 第一城中心                              |                                         |
| 5                                       | 圓洲角                                  |                                         | 沙田第一城                              |                                         |

## 外部連結
- 城巴官方路線資料：60R（2007-06-14存檔）
- 運輸署官方居民巴士路線資料：NR60（2001-07-03生效）
  - 九十年代末的60R線資料
- 過期消息：城巴屋村線60R取消下午班次，61R, 62R減班 （页面存档备份，存于）

1. ↑  〈上下午繁忙時間行走金鐘及大窩口 城巴加强第一城服務 再闢兩條冷氣巴士線〉，《華僑日報》，1990年11月30日。
2. ↑  城巴有限公司，〈城巴沙田第一城巴士服務實施新安排 （页面存档备份，存于）〉［新聞稿］，2007年9月28日。